# Osojni Orah
Osojni Orah (cyr. Осојни Орах) – wieś w Czarnogórze, w gminie Plužine. W 2011 roku liczyła 51 mieszkańców.